# Mariano Izco
Mariano Julio Izco (Buenos Aires, 13 marzo 1983) è un ex calciatore e procuratore sportivo argentino, di ruolo centrocampista.

## Carriera

### In Argentina
Izco comincia la sua carriera nel 2000 con la maglia del San Telmo, allora militante nella Primera B Metropolitana. Colleziona 93 presenze, segnando 4 reti in quattro anni.
Nel luglio 2004 firma per il Club Almagro militante nella Primera División (Argentina), venendo schierato in campo in 6 occasioni. Non trovando spazio, il calciatore decide di lasciare la squadra a fine stagione.
Nell'estate del 2005 passa al Club Atlético Tigre in Primera B Nacional, dove colleziona 27 presenze e un gol. L'esperienza di Izco al Club Atlético Tigre dura una stagione.

### In Italia

#### Catania
Nell'agosto del 2006 il Catania, neopromosso in Serie A, acquista il suo cartellino per una cifra pari a 90.000$. Debutta in massima serie il 26 novembre 2006 contro il Parma fornendo l'assist a Fabio Caserta per il 2-0 finale e l'11 febbraio del 2007 successivo subentra, al 79º minuto, a Giuseppe Colucci, nel derby pareggiato 1-1 in trasferta contro il Messina. Nella stagione seguente segna anche il primo gol per il Catania in Coppa Italia, all'andata dei quarti di finale a Udine, con un gran tiro da fuori area; nello stesso anno contribuisce alla salvezza dei siciliani, raggiunta all'ultima giornata. Nel campionato 2008-2009, con l'arrivo di Walter Zenga sulla panchina etnea, Izco diviene titolare del centrocampo del Catania e in un paio di occasioni ha ricoperto anche il ruolo di terzino destro.
Nella stagione 2009-2010 segna il suo primo gol in Serie A il 20 dicembre 2009 contro la Juventus nella trasferta dell'Olimpico di Torino (1-2 per il Catania); il suo gol consegna la vittoria alla squadra etnea, che non vinceva in casa dei bianconeri dal 1963.
Nella Serie A 2010-2011, nel derby perso col Palermo 3-1 a novembre, colpisce una traversa.
Il 29 agosto 2011 prolunga il contratto col Catania fino al 30 giugno 2014. Il 4 marzo 2012 realizza il suo secondo gol in Serie A con la maglia del Catania, nella partita pareggiata 2-2 a San Siro contro l'Inter.
Il 2 maggio 2012 gioca da titolare la 151ª partita in Serie A, salendo così al primo posto della classifica all-time di presenze in massima serie del Catania, migliorando il record appartenente a Giuseppe Vavassori.
Nell'annata seguente 2012-2013 contribuisce al nuovo record di punti in Serie A stabilito dai rossoazzurri.
Diventa definitivamente capitano della squadra nella stagione 2013-2014, in seguito all'addio di Marco Biagianti. Il 16 febbraio 2014 segna, dopo solo 40 secondi di gioco, il suo primo gol al Massimino in Serie A che vale l'1-0 contro la Lazio, partita terminata 3-1. Il 4 maggio successivo, segna la sua prima doppietta in Serie A al Massimino contro la Roma, partita terminata 4-1.

#### Chievo
Il 31 luglio 2014 viene acquistato per tre milioni di euro dal Chievo, con cui firma un contratto triennale. Esordisce con la maglia gialloblu in occasione della partita di Coppa Italia, persa, contro il Pescara. Segna il suo primo goal con i veneti alla terza giornata contro il Parma in casa al 4' minuto, partita poi persa per 2-3. Durante il match subisce un infortunio che lo costringe ad operarsi e stare fuori molto tempo. Torna in campo il 23 novembre nella partita contro l'Udinese, partendo da titolare e giocando tutti i novanta minuti. Segna il suo secondo gol stagionale con il Chievo il 15 febbraio 2015 nella partita vinta 2-1 contro la Sampdoria nel 2' minuto del primo tempo. 
Il 12 agosto 2015 durante la partita amichevole contro il Vicenza subisce una lesione al legamento crociato anteriore del ginocchio, che lo terrà fermo per parecchio tempo.
Il 30 giugno 2017 scade il contratto che lo lega alla società clivense, facendo terminare così la sua avventura in gialloblù.

#### Crotone
Il 23 luglio successivo viene annunciato via Facebook, nella propria pagina ufficiale, il suo ingaggio dal Crotone, squadra al secondo anno in Serie A. Lì ritrova anche Walter Zenga (tecnico subentrato), suo allenatore ai tempi del Catania. Con 5 presenze raccolte, a fine stagione i calabresi retrocedono in Serie B e nell'estate successiva diventa svincolato.

#### Cosenza e Juve Stabia
Il 22 febbraio 2019 firma un contratto con il Cosenza militante nel campionato cadetto italiano, fino al termine della stagione. Debutta il giorno dopo nei minuti finali della vittoriosa trasferta a Perugia subentrando a Gianluca Litteri. Tuttavia, colleziona solo tre presenze, ed a fine stagione è nuovamente libero. 
Il 2 agosto 2019 firma un contratto annuale, con la Juve Stabia società neopromossa in Serie B.

#### Ritorno al Catania e ritiro
Il 9 settembre 2020 firma un contratto annuale con il Catania , tornando così nella città etnea dopo 6 anni.
Il 4 novembre 2022 annuncia ufficialmente il ritiro all’età di 39 anni avendo iniziato l’attività da procuratore sportivo con l’agenzia Base Soccer; tra i suoi assistiti ci sono Cesare Casadei, Franco e Valentín Carboni.

## Statistiche

### Presenze e reti nei club
| Stagione         | Squadra          | Campionato       | Campionato | Campionato | Coppe nazionali | Coppe nazionali | Coppe nazionali | Coppe continentali | Coppe continentali | Coppe continentali | Altre coppe | Altre coppe | Altre coppe | Totale | Totale |
| Stagione         | Squadra          | Comp             | Pres       | Reti       | Comp            | Pres            | Reti            | Comp               | Pres               | Reti               | Comp        | Pres        | Reti        | Pres   | Reti   |
| ---------------- | ---------------- | ---------------- | ---------- | ---------- | --------------- | --------------- | --------------- | ------------------ | ------------------ | ------------------ | ----------- | ----------- | ----------- | ------ | ------ |
| 2001-2002        | San Telmo        | TD               | 27         | 3          | -               | -               | -               | -                  | -                  | -                  | -           | -           | -           | 27     | 3      |
| 2002-2003        | San Telmo        | TD               | 30         | 0          | -               | -               | -               | -                  | -                  | -                  | -           | -           | -           | 30     | 0      |
| 2003-2004        | San Telmo        | TD               | 36         | 1          | -               | -               | -               | -                  | -                  | -                  | -           | -           | -           | 36     | 1      |
| Totale San Telmo | Totale San Telmo | Totale San Telmo | 93         | 4          |                 |                 |                 |                    |                    |                    |             |             |             | 93     | 4      |
| 2004-2005        | Almagro          | PD               | 6          | 0          | -               | -               | -               | -                  | -                  | -                  | -           | -           | -           | 6      | 0      |
| 2005-2006        | Tigre            | SD               | 23         | 1          | -               | -               | -               | -                  | -                  | -                  | -           | -           | -           | 23     | 1      |
| 2006-2007        | Catania          | A                | 19         | 0          | CI              | 0               | 0               | -                  | -                  | -                  | -           | -           | -           | 19     | 0      |
| 2007-2008        | Catania          | A                | 32         | 0          | CI              | 7               | 1               | -                  | -                  | -                  | -           | -           | -           | 39     | 1      |
| 2008-2009        | Catania          | A                | 27         | 0          | CI              | 3               | 0               | -                  | -                  | -                  | -           | -           | -           | 30     | 0      |
| 2009-2010        | Catania          | A                | 32         | 1          | CI              | 4               | 0               | -                  | -                  | -                  | -           | -           | -           | 36     | 1      |
| 2010-2011        | Catania          | A                | 18         | 0          | CI              | 1               | 0               | -                  | -                  | -                  | -           | -           | -           | 19     | 0      |
| 2011-2012        | Catania          | A                | 25         | 1          | CI              | 0               | 0               | -                  | -                  | -                  | -           | -           | -           | 25     | 1      |
| 2012-2013        | Catania          | A                | 35         | 1          | CI              | 2               | 0               | -                  | -                  | -                  | -           | -           | -           | 37     | 1      |
| 2013-2014        | Catania          | A                | 30         | 3          | CI              | 0               | 0               | -                  | -                  | -                  | -           | -           | -           | 30     | 3      |
| 2014-2015        | Chievo           | A                | 28         | 2          | CI              | 1               | 0               | -                  | -                  | -                  | -           | -           | -           | 29     | 2      |
| 2015-2016        | Chievo           | A                | 0          | 0          | CI              | 0               | 0               | -                  | -                  | -                  | -           | -           | -           | 0      | 0      |
| 2016-2017        | Chievo           | A                | 25         | 0          | CI              | 2               | 0               | -                  | -                  | -                  | -           | -           | -           | 27     | 0      |
| Totale Chievo    | Totale Chievo    | Totale Chievo    | 53         | 2          |                 | 3               | 0               |                    | -                  | -                  |             | -           | -           | 56     | 2      |
| 2017-2018        | Crotone          | A                | 5          | 0          | CI              | 1               | 0               | -                  | -                  | -                  | -           | -           | -           | 6      | 0      |
| feb.-giu. 2019   | Cosenza          | B                | 3          | 0          | CI              | 0               | 0               | -                  | -                  | -                  | -           | -           | -           | 3      | 0      |
| 2019-2020        | Juve Stabia      | B                | 8          | 0          | CI              | 1               | 0               | -                  | -                  | -                  | -           | -           | -           | 9      | 0      |
| 2020-2021        | Catania          | C                | 21         | 0          | CI              | 1               | 0               | -                  | -                  | -                  | -           | -           | -           | 22     | 0      |
| 2021-apr.2022    | Catania          | C                | 22         | 0          | CI-C            | 1               | 0               | -                  | -                  | -                  | -           | -           | -           | 23     | 0      |
| Totale Catania   | Totale Catania   | Totale Catania   | 261        | 6          |                 | 19              | 1               |                    | -                  | -                  |             | -           | -           | 280    | 7      |
| Totale carriera  | Totale carriera  | Totale carriera  | 447        | 13         |                 | 24              | 1               |                    | -                  | -                  |             | -           | -           | 471    | 14     |